# Gedeutereerd oplosmiddel

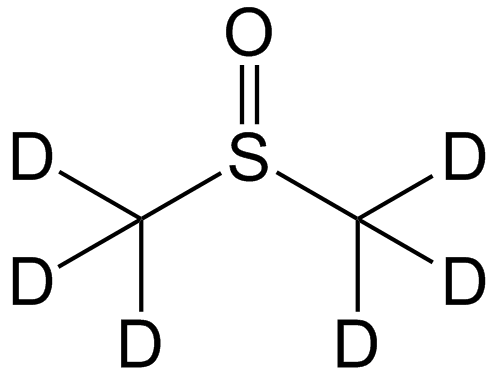
Structuurformule van gedeutereerd DMSO (DMSO-d_{6}).

Een gedeutereerd oplosmiddel is een (doorgaans organisch) oplosmiddel waarbij alle waterstofatomen (die hoofdzakelijk voorkomen als de isotoop protium) zijn vervangen door deuterium (D). Op die manier kan een gedeutereerd oplosmiddel beschouwd worden als het isotopoloog van het gewone oplosmiddel.
De substitutie van protium door deuterium wijzigt slechts in geringe mate de fysische eigenschappen: de moleculaire massa ligt hoger, alsmede de dichtheid, het smeltpunt en het kookpunt.  Als oplosmiddel blijven eigenschappen vrijwel onveranderd.

## Synthese
Gedeutereerde oplosmiddelen worden bereid door isotopische aanrijking van het gewone oplosmiddel. Dit gebeurt door middel van courante chemische reacties. Zo kan deuteroform (gedeutereerd chloroform) bereid worden door de reactie van hexachlooraceton met zwaar water in pyridine:
{\displaystyle \mathrm {Cl_{3}CC({=}O)CCl_{3}\ +\ D_{2}O\ {\xrightarrow {\ pyridine\ }}\ 2\ CDCl_{3}\ +\ CO_{2}} }
Gedeutereerd aceton kan bereid worden door de behandeling van aceton met een overmaat zwaar water, in aanwezigheid van lithiumdeuteroxide (gedeutereerd lithiumhydroxide):
{\displaystyle \mathrm {H_{3}CC({=}O)CH_{3}\ +\ 6\ D_{2}O\ {\xrightarrow {\ LiOD\ }}\ D_{3}CC({=}O)CD_{3}\ +\ 6\ HDO} }
De reactie verloopt via het enolaat van aceton.

## Toepassing in de proton-NMR-spectroscopie
Dergelijke oplosmiddelen worden voornamelijk toegepast in de NMR-spectroscopie, omdat deuterium (een isotoop van waterstof) bij een totaal andere frequentie NMR-signalen geeft dan 1H. Daardoor bezitten de overeenkomstige proton-NMR-spectra een dusdanig slechte resolutie dat de pieken van het oplosmiddel vrijwel geheel afwezig zijn. Dit maakt het mogelijk om van de in het gedeutereerde oplosmiddel opgeloste stof een vrijwel interferentievrij proton-NMR-spectrum op te meten. De pieken zijn echter niet geheel afwezig, omdat het gedeutereerd oplosmiddel nooit 100% deuterium bevat: een klein gedeelte (doorgaans minder dan 0,1%) bevat nog steeds protium. Daardoor zal het proton-NMR-spectrum wel een kleine piek vertonen, die vaak gebruikt wordt om een spectrum te kalibreren, aangezien organische oplosmiddelen goed gedefinieerde en getabelleerde chemische verschuivingen bezitten.
Wanneer in de te onderzoeken stof uitwisselbare protonen aanwezig zijn, zoals de waterstofatomen van een hydroxylgroep, een amine of een thiol, dan treedt uitwisseling uit met het deuterium van het gedeutereerd oplosmiddel, waardoor de overeenkomstige pieken niet of nauwelijks zichtbaar zijn.
Het grootste probleem met gedeutereerde oplosmiddelen is de contaminatie met water, waardoor proton-NMR-spectra (deels) onbruikbaar kunnen worden (door aanwezigheid van een brede waterpiek, die kan overlappen met andere pieken in het spectrum). Daarom worden gedeutereerde oplosmiddelen vaak verkocht in kleine flesjes die slechts 1 keer gebruikt kunnen worden. In andere omstandigheden wordt het oplosmiddel gehanteerd in een droge omgeving (onder inerte atmosfeer van argon) of wordt het NMR-buisje eerst gedroogd.

## Voorbeelden
Veelgebruikte gedeutereerd oplosmiddelen zijn:
- Gedeutereerd chloroform (deuteroform)
- Gedeutereerd dimethylsulfoxide
- Zwaar water